# مزوچوکونیا
مزوچوکونیا (به مجاری:  Mezőcsokonya) یک منطقهٔ مسکونی در مجارستان است که در ناحیه کاپوشوار واقع شده‌است. مزوچوکونیا ۳۰٫۷۸ کیلومتر مربع مساحت و ۱٬۱۷۶ نفر جمعیت دارد و ۱۶۲ متر بالاتر از سطح دریا واقع شده‌است.